# Gornje Korminjane
Gornje Korminjane en serbe latin et Kormnjan i Epërm en albanais (en serbe cyrillique : Горње Кормињане) est une localité du Kosovo située dans la commune/municipalité de Kamenicë/Kosovska Kamenica, district de Gjilan/Gnjilane (Kosovo) ou district de Kosovo-Pomoravlje (Serbie). Selon le recensement kosovar de 2011, elle compte 284 habitants.
Selon le découpage administratif du Kosovo, le village est rattaché à la commune/municipalité de Ranilug/Ranillug.

## Démographie

### Évolution historique de la population dans la localité
| 1948 | 1953 | 1961 | 1971 | 1981 | 1991 | 2011 |
| ---- | ---- | ---- | ---- | ---- | ---- | ---- |
| 509  | 529  | 568  | 572  | 545  | 545  | 284  |

|  |

### Répartition de la population par nationalités (2011)
En 2011, les Serbes représentaient 93,31 % de la population et les Albanais 6,34 %.